# Strethall
Strethall is een civil parish in het bestuurlijke gebied Uttlesford in het Engelse graafschap Essex. In 2001 telde het dorp 22 inwoners. Het dorp heeft een kerk.
Strethall is een van de dankbare dorpen, die tijdens de Eerste Wereldoorlog geen gesneuvelde militairen te betreuren hadden.